# Смит, Генри (Англия)
Генри Смит (англ. Henry Smith; 1620—1668) — член парламента Англии и один из подписавших приговор королю Карлу I.

## Биография
Родился в Вискоуте, графство Лестершир, в 1620 году. Его родителями были Генри Смит (родился в 1589 г.) и Фрайдсвайд (Фритсджоис) Райт. Учился в Оксфордском университете и Линкольнс-Инн. Был женат на мисс Холланд.
В 1640 году Генри Смит был избран членом парламента от Лестершира.
В январе 1649 года участвовал в качестве уполномоченного члена Высшей судебной палаты для суда над Карлом I на суде над Карлом I, был 19-м из 59-ти подписавших смертный приговор королю.
После Реставрации в 1660 году Генри Смит был привлечён к суду за цареубийство. Так, 7 февраля 1661-62 года он был "принят в адвокатуру" или дословно вызван к бару (англ. "called to the bar") в Палате лордов и приговорён к смерти. Он успешно обжаловал приговор, и наказание затем заменили на пожизненное заключение. Генри Смит был заключён в Лондонский Тауэр до 1664 года и, как правило, указывают, что он умер в Лондонском Тауэре. Но он, вероятно, покинул башню до ноября 1666 года, так как его имя не включено в список тридцати восьми заключенных отбывающих там наказание в то время.
Он сидел в Восстановленном Охвостье (Рамп парламенте) в должности рекрутера в 1659 году.
Генри Смит был доставлен на остров Джерси. Он оказался в Старом замке (Монт-Оргёй) на острове Джерси в феврале 1667-8?, где он, как полагают, умер в 1668 году в замке-тюрьме Монт-Оргёй.